# Calligrapha alnicola
Calligrapha alnicola är en skalbaggsart som beskrevs av Brown 1945. Calligrapha alnicola ingår i släktet Calligrapha och familjen bladbaggar. Inga underarter finns listade i Catalogue of Life.